# Ernst Abbe
Ernst Abbe (født 23. januar 1840 i Eisenach, død 14. januar 1905 i Jena) var en tysk optiker.
Abbe studerede i Jena og Göttingen og tog det sidste sted doktorgraden med en fysisk afhandling. Han bosatte sig i Jena 1863 som privatdocent i matematik, fysik og astronomi og blev ekstraordinær professor ved universitet 1870. Siden 1866 havde Abbe stået i forbindelse med Carl Zeiss, der ønskede hjælp til forbedring af mikroskopet. Denne hjælp blev i rigeligt mål ydet af Abbe, der udarbejdede instrumentets teori med en grundighed som ingen anden, og ved hvis hjælp værket nåede op til en ledende stilling på verdensmarkedet. 1875 blev Abbe deltager i forretningen, og da Zeiss var død i 1888, overtog Abbe helt ledelsen. Værket gav nu et stort overskud, men Abbe ville ikke drive det til egen fordel; han oprettede 1891 et kooperativt foretagende, "Carl Zeiss Stiftelsen", til hvilken han overdrog hele fabrikationen. Herved sikredes der arbejderne gode vilkår, samtidig med at stiftelsen kunne bortgive store summer til almennyttige øjemed.
Da Abbe havde set, at de eksisterende glassorter ikke var tilstrækkelige til at fjerne alle fejl i mikroskopet, tog han sig for sammen med Otto Schott at fremstille nye glassorter. Med statsstøtte oprettedes Det glastekniske Institut i Jena, hvorfra der er udgået fortrinlige glassorter, ikke alene til optisk brug, men også til fremstilling af termometre og kemiske glasartikler. 
Abbe-krateret på Månen er opkaldt efter ham.